# Chrysolina quadrigemina
Chrysolina quadrigemina é uma espécie de artrópode pertencente à família Chrysomelidae.